# Bucaramanga
Bucaramanga (ejtsd Bukaramanga) nagyváros Kolumbia északi felében; Santander megye székhelye. Lakossága 2005-ben meghaladta a félmillió főt, de a Floridablancával, Piedecuestával és Girónnal együtt alkotott agglomeráció már kétszer ekkora.
Gazdasági életében jelentősebb a mezőgazdasági termények feldolgozása, sörgyártás, cipő- és szivargyártás.

## Fekvése
A város Andok hegyei között, körülbelül 900–1100 méterrel a tenger szintje felett fekszik, területe délnyugatról északkelet felé fokozatosan emelkedik, környezetében pedig több száz méteres relatív magasságú hegyek emelkednek. Tágas, zöldterületekben bővelkedő központja miatt a parkok városának is nevezik.

## Története
A terület lakói a 17. század elejéig napimádó vallást követő, földművelő indiánok voltak, akiket a spanyol Andrés Páez de Sotomayor és Miguel de Trujillo katonái igáztak le. A települést a gyarmatosítók alapították 1622. december 22-én. A kezdetben lassan növekvő falu 1857-re olyan jelentőssé vált, hogy Santander megye székhelyévé tették, 1869-ben pedig ciudad (város) rangra emelték.

## Népesség
Ahogy egész Kolumbiában, a népesség növekedése Bucaramangában is gyors, ezt szemlélteti az alábbi táblázat:
| Év   | Lakosság |
| ---- | -------- |
| 1985 | 337 979  |
| 1993 | 410 065  |
| 2005 | 509 216  |